# Alo Suurna
Alois Suurna, nato Albert Schultz, detto Alo (Tartu, 9 maggio 1913 – Köping, 8 dicembre 2008), è stato un cestista estone.

## Carriera
Con l'Estonia ha disputato i Campionati europei del 1937.
Nel 1938 si trasferì in Finlandia per motivi di studio, e nel 1939 guidò la Finlandia ai Campionati europei del 1939, con cui disputò anche tre gare da giocatore, grazie a un permesso speciale della FIBA.